# حزب الوطن (ليبيا)
حزب الوطن هو حزب سياسي ليبي ذو مرجعية إسلامية تأسس بعد سقوط نظام معمر القذافي. من بين أهم قادته المؤسسون هو عبد الحكيم بلحاج أحد قادة الثوار البارزين ورئيس المجلس العسكري لطرابلس السابق. يدعو الحزب إلى «نظام ديمقراطي معتدل يكفل حقوق جميع المواطنين ويضمن التعددية»، وإلى تطبيق الشريعة الإسلامية. دفع الحزب بـ 59 مرشحا فقط في انتخابات المؤتمر الوطني العام الليبي 2012 التي سينتج عنها مجلس مكون من 200 مقعد.